# Rhipidure à poitrine blanche
Rhipidura leucothorax
Espèce
Statut de conservation UICN

 LC  : Préoccupation mineure
Le Rhipidure à poitrine blanche (Rhipidura leucothorax) est une espèce de passereau de la famille des Rhipiduridae.

## Distribution
Cet oiseau est répandu en Nouvelle-Guinée.

## Habitat
Il habite les forêts humides tropicales et subtropicales en plaine et les mangroves.

## Sous-espèces
Selon Alan P. Peterson, cet oiseau est représenté par trois sous-espèces :
- Rhipidura leucothorax clamosa Diamond 1967 '
- Rhipidura leucothorax episcopalis Ramsay,EP 1878 '
- Rhipidura leucothorax leucothorax Salvadori 1874